# Andrea Lutzu
Andrea Lutzu (Oristano, 18 dicembre 1962) è un politico e ingegnere italiano, sindaco di Oristano dal 2017 al 2022.

## Biografia
Laureato in ingegneria civile all'Università di Cagliari, pratica la professione di ingegnere assieme al fratello Alberto, con il quale conduce uno studio professionale ad Oristano.
Vice-sindaco e assessore ai lavori pubblici durante il mandato amministrativo di Angela Eugenia Nonnis (2007-2011), è stato il candidato a sindaco di Oristano del Popolo della Libertà alle amministrative del 2012, vinte dal democratico Guido Tendas. È stato quindi consigliere di opposizione nei cinque anni dell'amministrazione Tendas.
Nuovamente candidato alle amministrative del 2017 a guida di una coalizione di centro-destra costituita da Forza Italia, Riformatori Sardi, Fratelli d'Italia e liste civiche, è stato eletto sindaco il 25 giugno 2017 al secondo turno, con il 65,29% delle preferenze degli elettori. Alla conclusione del suo mandato nel 2022, dichiara pubblicamente di non volersi ricandidare.